# Klax (jeu vidéo)
Klax est un jeu vidéo de puzzle développé et édité par Atari Games  sur borne d'arcade en 1989. Le jeu a été adapté sur de nombreux supports familiaux.

## Système de jeu
Le jeu reprend le principe simplissime de Tetris en l'adaptant légèrement quant à la forme.
Diverses pièces sont amenées par un tapis roulant et le joueur dispose d'une palette, ainsi que de la possibilité d'accélérer (mais pas ralentir) le mouvement du tapis. Le jeu est perdu lorsque les pièces formant une pile atteignent le niveau de la palette (celle-ci ne peut plus empiler les pièces et les déposer sur cette colonne). Pour faire disparaître les piles formées, il faut constituer plus de 3 pièces de même couleur. Originalité du système : les diagonales sont prises en compte, ce qui ouvre de plus larges possibilités qu'un simple empilement rectiligne. La progression se fait par à-coups, le joueur pouvant sauter de niveau en niveau par cinq ou par dix.

## Versions
Domark a édité la plupart des portages sur micro-ordinateurs et Tengen ceux sur consoles.
Midway Games a réédité le jeu sur Game Boy Color (1999), PlayStation (2000, Arcade Party Pak), GameCube, PlayStation 2
Xbox, Windows, PlayStation Portable (à partir de 2003, Midway Arcade Treasures) et Game Boy Advance (2005, en bundle avec Marble Madness).